# Fernando Aguilera
Fernando Aguilera Carvajal, más conocido como Fernando Aguilera (Granada, 28 de mayo de 1948) fue un futbolista español que jugó de defensa central.

## Carrera deportiva
Formado en la cantera del Granada Club de Fútbol, debutó con el primer equipo en 1969, cuando el Granada se encontraba en Primera División.
En el Granada jugó dos temporadas en las que apenas tuvo protagonismo, por lo que se marchó al Cádiz Club de Fútbol de la Segunda División. Con el Cádiz jugó 16 partidos antes de regresar al Granada. En su vuelta al Granada jugó 11 partidos.
Tras esa temporada se marchó al Córdoba Club de Fútbol que jugaba en Segunda División. Con el Córdoba jugó 30 partidos, siendo un jugador clave en el conjunto andaluz.
Tanto fue así que en la temporada 1974-75 deja el Córdoba por el Burgos CF, que también jugaba en Segunda. En su primera temporada disputó 31 partidos, los mismos que en la segunda, en la que además logró el ascenso a Primera División. En las tres temporadas siguientes disminuyó su protagonismo, por lo que regresó al Granada CF para realizar allí su última temporada. Allí marcó el primer y único gol en su carrera como profesional.

## Clubes
- Granada CF (1969-1971)
- Cádiz CF (1971-1972)
- Granada CF (1972-1973)
- Córdoba CF (1973-1974)
- Burgos CF (1974-1979)
- Granada CF (1979-1980)